# 日本博物馆协会
日本博物馆协会（英語：Japanese Association of Museums）是一个日本的博物馆组织。

## 历史
1986年7月31日建立，由日本文部科学省管辖，位于东京都台东区上野恩赐公园12-52号黑田纪念馆别馆3层。是国际博物馆协会成员之一。旨在调查研究国内外博物馆，撰写博物馆相关书籍，组织博物馆大会和研究会，制定发行博物馆相关刊物杂志。